# Fivelandia 10 - Le più belle sigle originali dei tuoi amici in TV
Fivelandia 10 – Le più belle sigle originali dei tuoi amici in TV è una raccolta di sigle di programmi per bambini in onda sulle reti Fininvest pubblicata nel 1992.

## Descrizione
L'album è il decimo capitolo della collana Fivelandia e contiene le sigle dei cartoni animati andati in onda sulle reti Mediaset nel periodo intorno alla pubblicazione e le sigle dell'edizione 1992/93 dei due programmi contenitori Bim Bum Bam e Ciao Ciao. Si tratta dell'unica raccolta di sigle di cartoni animati edita nel 1992 dalla Five Records in quanto in quell'anno la raccolta Cristina D'avena e i tuoi amici in tv non fu pubblicata.
Tutti i brani presenti nella raccolta sono inediti in quanto la pubblicazione dei 45 giri contenenti le sigle dei cartoni animati fu conclusa dalla Five Records nel 1991. Cantiamo con Cristina era la sigla dell'omonimo programma musicale per bambini andato in onda su Italia 1 nel 1992.
Questo è l'ultimo volume della collana dove sono presenti sigle dei programmi contenitori Bim Bum Bam e Ciao Ciao. Le due sigle presenti in questa raccolta (comunque già ridotte a tracce di circa 30 secondi ed incise sempre con il Coro dei Piccoli Cantori di Milano, che partecipano anche a tutte le sigle dei cartoni animati interpretate dalla D'Avena, ma senza il coinvolgimento dei conduttori dei programmi) verranno infatti utilizzate in tutte le stagioni successive dei rispettivi programmi.
Per festeggiare il raggiungimento del decennale della raccolta, la copertina del disco figura una torta di compleanno all'interno della quale sono incastonate immagini ispirate ai cartoni animati delle sigle presenti nella raccolta.
Nel 2006 l'album è stato ripubblicato, prima in versione doppia e successivamente singola.

## Tracce
Testi di Alessandra Valeri Manera, musiche di Carmelo Carucci tranne "Arriva Bim Bum Bam" e "Afferra la magia di Ciao Ciao".
1. Robin Hood – 3:18
2. Bentornato Topo Gigio – 4:05
3. C.O.P.S. Squadra Anticrimine – 3:44
4. Tutti in scena con Melody – 3:15
5. Com'è grande l'America – 3:27
6. Cantiamo con Cristina – 1:47
7. Il ritorno di D'Artacan – 3:31
8. Arriva Bim Bum Bam – 0:31 (musica: Vincenzo Draghi)
9. Cristoforo Colombo – 3:22
10. Forza campioni – 3:31
11. Bonjour Marianne – 3:05
12. Michel Vaillant, tute, caschi e velocità – 3:07
13. Diventeremo famose – 2:55
14. Il mio amico Huck – 3:27
15. Che papà Braccio di Ferro! – 2:53
16. Afferra la magia di Ciao Ciao – 0:26 (musica: Vincenzo Draghi)

## Interpreti e cori
- Cristina D'Avena (n. 1-2-3-4-5-6-7-9-10-11-12-13-14-15)
- Uan (Giancarlo Muratori), Ambrogio (Daniele Demma) (n. 8)
- Four (Pietro Ubaldi) (n. 16)
- I Piccoli Cantori di Milano diretti da Laura Marcora (che nel brano "Afferra la magia di Ciao Ciao", oltre a dirigere canta), Silvio Pozzoli, Marco Gallo, Moreno Ferrara